# Mike White
Mike White (ur. 2 lipca 1954 roku w Boksburgyu) – południowoafrykański kierowca wyścigowy.

## Kariera
White rozpoczął karierę w międzynarodowych wyścigach samochodowych w 1979 roku od startów w Brytyjskiej Formule 3, gdzie jednak nie zdobywał punktów. W późniejszych latach pojawiał się także w stawce Europejskiej Formuły 3, South African Inland Championship oraz South African Touring Car Championship.

## Statystyki
| Sezon | Seria                                       | Zespół               | Wyścigi | Zwycięstwa | PP | NO | Podium | Punkty | Pozycja |
| ----- | ------------------------------------------- | -------------------- | ------- | ---------- | -- | -- | ------ | ------ | ------- |
| 1979  | Brytyjska Formuła 3                         | Delta Race Cars      | 14      | 1          | 0  | 0  | 0      | 0      | NS      |
| 1980  | Brytyjska Formuła 3                         | Gerard Racing        | 19      | 1          | 0  | 0  | 3      | 37     | 6       |
| 1980  | Europejska Formuła 3                        | Gerard Racing        | 1       | 1          | 1  | 0  | 1      | 9      | 9       |
| 1981  | Brytyjska Formuła 3                         | March Engineering    | 19      | 1          | 2  | 2  | 4      | 38     | 4       |
| 1981  | Europejska Formuła 3                        | March Engineering    | 2       | 1          | 1  | 1  | 1      | 10     | 9       |
| 1982  | Brytyjska Formuła 3                         | Murray Taylor Racing | 1       | 0          | 0  | 0  | 1      | 4      | 17      |
| 1988  | South African Inland Championship - Group N |                      |         |            |    |    |        | 90     | 2       |
| 1994  | South African Touring Car Championship      | Toyota Dealer Team   | 9       | 2          | 2  | 1  | 2      | 22     | 9       |
| 1995  | South African Touring Car Championship      | Toyota Dealer Team   | 15      | 1          | 1  | 1  | 2      | 20     | 8       |